# عمر بکلس
عمر بکلس (انگلیسی: Omar Beckles؛ زادهٔ ۲۵ اکتبر ۱۹۹۱) بازیکن فوتبال اهل بریتانیا است.
از باشگاه‌هایی که در آن بازی کرده‌است می‌توان به باشگاه فوتبال شروزبری تاون اشاره کرد.
وی همچنین در تیم ملی فوتبال گرنادا بازی کرده‌است.